# 銀胸褶囊海鯰
銀胸褶囊海鯰為輻鰭魚綱鯰形目海鯰科的其中一種，分布於南亞、東南亞及澳洲半鹹水水域、海域，體長可達50公分，棲息在沿海，屬肉食性，以無脊椎動物為食。

## 擴展閱讀
維基物種上的相關：銀胸褶囊海鯰